# Edward Herrmann
Edward Kirk Herrmann (født 21. juli 1943 død 31. december 2014) var en amerikansk skuespiller, der bl.a. har spillet med i tv-serien Gilmore Girls.

## Filmografi
- Are You Here (2013)
- Bucky Larson: Born to Be a Star (2011)
- My Dad's Six Wives (2009)
- Emperor's Club (2002)
- Richie Rich - Verdens rigeste dreng (1994)
- Big Business (1988)
- Pige overbord (1987)
- The Lost Boys (1987)
- En tand for meget (1985)
- Den røde rose fra Cairo (1985)
- Manden med den røde sko (1985)
- Reds (1981)
- Alle tiders vovehals (1975)
- Den store Gatsby (1974)